# Chico ventana también quisiera tener un submarino
Chico ventana también quisiera tener un submarino es una película de comedia romántica experimental y fantasía coproducida internacionalmente de 2020 escrita y dirigida por Alex Piperno en su debut como director. Protagonizado por Daniel Quiroga e Inés Bortagaray. La película fue preseleccionada para representar a Uruguay en la categoría Mejor Película Internacional en la 93.ª edición de los Premios Óscar, pero no fue seleccionada.

## Sinopsis
A bordo de un crucero que recorre el sur de América Latina, un joven marinero descubre una puerta que conduce misteriosamente a un apartamento en Montevideo. Mientras tanto, a miles de kilómetros de ahí, en los alrededores de un pequeño pueblo rural en las terrazas de arroz de Filipinas, un grupo de campesinos parece haber encontrado una vieja caseta abandonada en la cima de un monte, a la que le atribuyen causas sobrenaturales.

## Reparto
Los actores que participaron en esta película son:
- Daniel Quiroga como Chico Ventana
- Inés Bortagaray como Elsa
- Noli Tobol como Noli

## Lanzamiento
Tuvo su estreno mundial el 23 de febrero de 2020 en la 70.ª edición del Festival Internacional de Cine de Berlín. Se estrenó comercialmente el 10 de diciembre de 2020 en cines uruguayos.

## Premios y nominaciones
| Año  | Premios / Festivales                            | Categoría                                               | Recipiente                                        | Resultado | Ref.   |
| ---- | ----------------------------------------------- | ------------------------------------------------------- | ------------------------------------------------- | --------- | ------ |
| 2020 | Festival Internacional de Cine de Berlín        | Tagesspiegel Readers' Award                             | Chico ventana también quisiera tener un submarino | Ganadora  | [ 12 ] |
| 2020 | Festival Internacional de Cine de Berlín        | Mejor primer largometraje                               | Chico ventana también quisiera tener un submarino | Nominada  | [ 13 ] |
| 2020 | Festival Internacional de Cine de Jeonju        | Competencia internacional - Gran Premio                 | Chico ventana también quisiera tener un submarino | Nominada  | [ 14 ] |
| 2020 | Festival Internacional de Cine de Taipéi        | Concurso Internacional de Nuevos Talentos - Gran Premio | Chico ventana también quisiera tener un submarino | Nominada  | [ 15 ] |
| 2020 | Festival Internacional de Cine de Estambul      | Golden Tulip                                            | Chico ventana también quisiera tener un submarino | Nominada  | [ 16 ] |
| 2020 | Festival Internacional de Cine de Estambul      | Competición Internacional - Premio Especial del Jurado  | Chico ventana también quisiera tener un submarino | Ganadora  | [ 16 ] |
| 2020 | Festival Internacional de Cine de Mar del Plata | Competencia Latinoamericana                             | Chico ventana también quisiera tener un submarino | Nominada  | [ 17 ] |